# سوکراتس
سوکراتس برازیلیرو سامپائو د سوزا ویرا د الیویرا (به پرتغالی: Sócrates Brasileiro Sampaio de Souza Vieira de Oliveira) بازیکن و کاپیتان تیم ملی فوتبال برزیل بود.
سوکراتس در ۱۹۵۴ متولد و در زمانی که در تیم ملی فوتبال بازی می‌کرد، موفق به اخذ درجه دکترای پزشکی شد. دوستداران فوتبال او را به خاطر رهبری تیم ملی برزیل در جام‌های جهانی ۱۹۸۲ و ۱۹۸۶ به یاد دارند، به‌ویژه برای بازی‌های زیبای او در جام جهانی ۱۹۸۲ اسپانیا در تیم برزیل.
او با برزیل برنده جام جهانی نشد، اما در ۶۰ حضور ملی خود در تیم ملی فوتبال برزیل در فاصله سال‌های ۱۹۷۹ و ۱۹۸۶ میلادی، نام خود را در سرتاسر جهان بر سر زبان‌ها انداخت و ۲۲ گل برای این تیم به ثمر رساند.
سوکراتس که در کنار زیکو و اِدِر به عنوان یکی از بزرگ‌ترین بازیکن فوتبال‌های نسل خود شناخته می‌شد
برادر کوچکترش رای (بازیکن فوتبال) در جام جهانی ۱۹۹۴ کاپیتان تیم برزیل بود

## بازیکن فوتبال، پزشک، فعال سیاسی
سوکراتس که با ترکیب ریش و سربندش در میدان‌ فوتبال شناخته می‌شد و توان بالای او در بازکردن خطوط دفاع حریف با استفاده از هر دو پا زبانزد بود.
به عنوان یک فعال سیاسی نیز شناخته شده بود
علاقه او به فوتبال و سیاست در کنار هم، باعث شکل‌گیری جنبش دموکراسی کورینتیانس در اواسط دهه ۱۹۸۰ میلادی شد.
او در سال ۲۰۱۰ در گفتگویی به بی‌بی‌سی گفت: «این مردم هستند که به من، به عنوان یک بازیکن فوتبال محبوب، قدرت می‌دهند… اگر آنها قدرت بیان چیزی را نداشته باشند، من به جای آنها حرف می‌زنم. اگر من طرف مردم نبودم، هیچ کس حاضر نبود به حرف‌های من گوش کند.»
سوکراتس که پیش از ورود به دنیای فوتبال ملی در سن ۲۵ سالگی، مدرک پزشکی خود را گرفته بود، بعد از خداحافظی با فوتبال در سال ۱۹۸۹، بیشتر به کار پزشکی مشغول شد و در شهر ریبرائو پرتو به مداوای بیماران پرداخت.
سال ۱۹۸۳ باشگاه اینتر میلان در تلاش برای خریدن سوکراتس بود، اما او ماندن در برزیل را ترجیح داد، به ویژه آن که در آن زمان در کنار فوتبال، خود را برای امتحانا
ت پایانی تحصیلات پزشکی آماده می‌کرد. در طول فعالیت حرفه‌ای خود تنها یک بار تسلیم پیشنهادهای لیگ‌های بزرگ اروپا شد و در سال ۱۹۸۴ در ازای حدود ۶ میلیون یورو (دلار صحیح است)، قراردادی دو ساله با باشگاه ایتالیایی فیورنتینا امضا کرد. البته این پیوند دوام چندانی نداشت و پس از تجربه‌ای ناموفق به برزیل بازگشت و سرانجام در سال ۱۹۸۹ با فوتبال خداحافظی کرد.
سوکراتس در ۶۳ بازی ملی خود برای برزیل ۲۵ گل زد. او طی فعالیتش در باشگاه کورینتیانس ۲۹۷ بازی انجام داد و ۱۷۲ گل برای این تیم زد.
پیش از این هم دو بار در ماه‌های اوت و سپتامبر سال جاری میلادی به دلیل خون‌ریزی مجاری گوارشی بستری شده بود. در آن زمان او به زیاده‌روی در مصرف الکل، به خصوص در دوران حرفه‌ای ورزشی‌اش اذعان کرد. سوکراتس در گفتگویی الکل را «همدم» خود خوانده بود، اما گفته بود که مصرف الکل تأثیری بر عملکرد حرفه‌ای ورزشی اش نداشته‌است.
سوکراتس در سن ۵۷ سالگی در سائو پائولو به علت مسمومیت غذایی و شوک سپتیک درگذشت.